# Miltogramma brachygonitum
Miltogramma brachygonitum är en tvåvingeart som beskrevs av Fan och Ge 1992. Miltogramma brachygonitum ingår i släktet Miltogramma och familjen köttflugor.
Artens utbredningsområde är Henan (Kina). Inga underarter finns listade i Catalogue of Life.